# Fantastic Universe

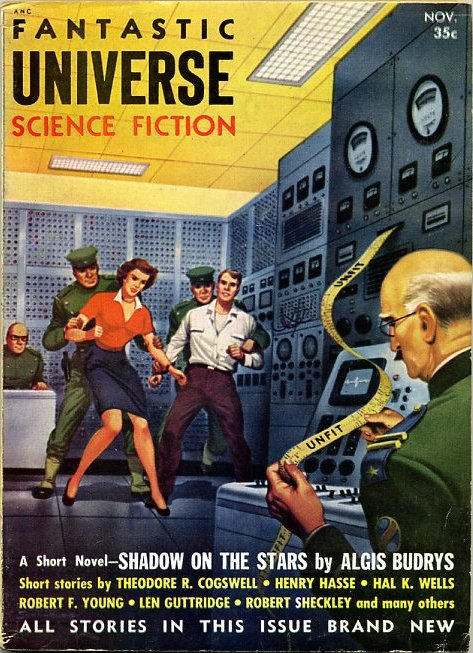
Copertina di Alex Schomburg del novembre 1954

Fantastic Universe è stata una rivista di fantascienza statunitense pubblicata per 69 numeri, dal giugno 1953 al marzo 1960, con due diversi editori.
Fa parte della corposa produzione di riviste di science fiction apparse negli anni cinquanta in USA ed ebbe un discreto successo, essendo stata edita per maggior tempo rispetto alla gran parte delle pubblicazioni del periodo.
Gli editori furono Leo Margulies dal 1954 al 1956 e Hans Stefan Santesson (1956-1960): con Santesson la qualità generale della rivista andò declinando e la rivista si distinse per la produzione di molto materiale inerente agli UFO, fino alla chiusura.
Una raccolta di storie del periodo di Santesson tratte dalla rivista venne stampata da Prentice-Hall col titolo di The Fantastic Universe Omnibus.

## Contenuti
Fantastic Stories pubblicò alcuni importanti racconti: tra questi, Tales of Conan, una raccolta di 4 storie di Robert E. Howard riscritte come storie di Conan il barbaro da L. Sprague de Camp.
Altri autori pubblicati furono:
- Short in the Chest, di Margaret St. Clair (scritta con lo pseudonimo di Idris Seabright, luglio 1954).
- Who?, di Algis Budrys (aprile 1955), base del romanzo Incognita uomo (Who?) dello stesso Budrys.
- The Minority Report, di Philip K. Dick (gennaio 1956), da cui è stato tratto il film di Steven Spielberg Minority Report.
- First Law, di Isaac Asimov (ottobre 1956).
- Curative Telepath, di John Brunner (dicembre 1959), base del romanzo di Brunner Il telepatico.
- The Large Ant, di Howard Fast (febbraio 1960).

Altri scrittori che pubblicarono sulla rivista furono Harlan Ellison, Theodore Sturgeon, Robert Silverberg, Clifford D. Simak, Robert F. Young e Robert Bloch.